# Johanneum (Homburg)
Das Gymnasium Johanneum in Homburg ist ein anerkanntes privates, katholisches Gymnasium in freier Trägerschaft. Die Schule hat etwa 1300 Schüler (Stand 2024).

## Geschichte
Gegründet wurde die Schule 1963 von den Herz-Jesu-Missionaren (MSC) als Missionshaus und Internat. Bereits ein Jahr später wurde ein altsprachliches Gymnasium eröffnet, das 1968 um einen neusprachlichen Bereich erweitert wurde. Zu diesem Zeitpunkt handelte es sich um ein reines Gymnasium für Jungen, seit dem Einschulungsjahrgang 1981 werden Mädchen in die Schule aufgenommen.
1994 wurden mehrere Internatsschüler aus dem Studienheim St. Pirmin aus Dahn aufgenommen, denn das Dahner Haus wurde nach dem Schuljahr 1993/1994 geschlossen. Die damaligen Schüler des Otfried-von-Weißenburg-Gymnasium Dahn konnten ihre Schulausbildung dann am Johanneum in Homburg oder am Wirtschafts-Gymnasium in Saarbrücken weiterführen. Ende der 1990er wurde das Internat als Ursprung der Schule geschlossen, das Gymnasium allerdings aufrechterhalten. 2005 wiederum wurde die Schule mangels Nachwuchs bei dem tragenden Orden in eine Stiftung umgewandelt.
Im Juni 2007 war das Johanneum Veranstaltungsort des Landesschülerkongresses Saar 2007 (LSK-Saar'07) unter dem Motto „Wenn nicht jetzt, wann dann? Wenn nicht wir, wer sonst?“, an dem Schüler aus dem ganzen Saarland und dem Rest Europas teilnahmen.
Anfang des Jahres 2010 geriet die Schule in einen Skandal, als Missbrauchsfälle von ehemaligen Patres gegenüber Schülern bekannt wurden. Seitdem wurden auf dem Schulgelände verschiedene Gedenkorte für die Missbrauchsopfer errichtet.

## Leitung
- Vom Schuljahr 2008/2009 bis zum August 2011 wurde die Schule von Eva Maria Wenzel-Staudt geleitet, die zuvor die erste Hochbegabtenschule in Rheinland-Pfalz am Heinrich-Heine-Gymnasium in Kaiserslautern aufgebaut und geleitet hatte.
- Vom Schuljahr 2011/2012 bis 2017/2018 wurde die Schule von Helmut Seiwert, der bereits seit 1985 an der Schule tätig war, geleitet.[7]
- Seit dem Schuljahr 2018/19 ist Oliver Schales der Schulleiter, sein Vertreter ist Andreas Gingrich.[8]

## Ausrichtung der Schule
Trotz des Prädikats der katholischen Privatschule werden an der Schule Kinder aller Religionen unterrichtet. Zur Vermittlung christlicher Werte ist die Teilnahme am Religionsunterricht (evangelisch oder katholisch) verpflichtend. Gemäß dem Schulkonzept wird bei der Erziehung sowohl auf die geistige als auch auf die personale Orientierung sowie auf die soziale Charakterbildung großen Wert gelegt.

## Zusatzangebote
Seit 2002 ist das Gymnasium Johanneum eine „Freiwillige Ganztagsschule“. Nach dem Unterricht wird in der "Mensa" ein frisch gekochtes Mittagessen angeboten und im sogenannten „Silentium“ können die Schüler unter pädagogischer Aufsicht die Hausaufgaben anfertigen und vielfältige Förderung erfahren.
Nachmittags besteht die Möglichkeit, sich in weiteren Angeboten (sog. AGs, Arbeitsgemeinschaften) zu engagieren, so zum Beispiel in:
- der Theater-AG[13]
- der TonTechnik am Johanneum[14]
- der Band-AG ("Sille-Band")[15]
- der Roboter-AG (programmieren mit LEGO Mindstorms)[16]
- der Fit-Dance
- der Percussion-AG
- der Garten-Nawi-AG[17]
- der Schach-AG
- und diversen Sportangeboten (z. B. Fußball, Tischtennis, Basketball, Fechten, Hockey, Volleyball)

Weiterhin gibt es zwei Jugendgruppen der Deutschen Pfadfinderschaft Sankt Georg (DPSG) und der Katholischen Studierenden Jugend (KSJ), die der Schule angegliedert sind.

## Auszeichnungen
- Biosphären-Schule[18]
- Abibac-Schule: Schülerinnen und Schüler, die ab Klasse 5 den EU-Zweig wählen, werden in ausgewählten Sachfächern bilingual unterrichtet und absolvieren am Ende ihrer Schulzeit neben dem deutschen Abitur auch das französische Baccalauréat.[19]
- Schule ohne Rassismus – Schule mit Courage[20]
- Fairtrade-Schule[21]

## Ehemalige Schüler
- Christoph Georg Hartmann (* 1972), Politiker; Abitur 1991
- Thomas Hayo (* 1969), Creative-Director, Jurymitglied von Germany’s Next Topmodel; Abitur 1988
- Markus Heitz (* 1971), deutscher Fantasyautor; Abitur 1991
- Jürgen Hescheler (* 1959), Professor für Neurophysiologie am Klinikum der Universität zu Köln, Stammzellforscher; Abitur 1979
- Andreas Hilbert (1966–2019), Professor für Wirtschaftsinformatik an der TU Dresden; Abitur 1985
- Peter Kreuz (* 1966), Bestsellerautor; Abitur 1985
- Frank Nimsgern (* 1969), Musical-Komponist
- Sebastian Omlor (* 1981), Jurist und Hochschullehrer an der Universität Marburg;[22] Abitur 2001
- Klaus Roth (* 1963), Politiker; Abitur 1983
- Thomas Schmitt (* 1979), Creative Producer, Podcaster und Grimmepreisträger
- Dominik Lessmeister (* 1979), Journalist, ZDF
- Thomas Schwartz (* 1964), Theologe, Abitur 1983
- Caro Thum (* 1977), Regisseurin und Dramatikerin, Abitur 1998
- Johannes Wurtz (* 1992), Fußballspieler; Abitur 2010